# Chlorita plamista
Chlorita plamista är en insektsart som beskrevs av Irena Dworakowska 1977. Chlorita plamista ingår i släktet Chlorita och familjen dvärgstritar.
Artens utbredningsområde är Algeriet. Inga underarter finns listade i Catalogue of Life.